# Latchford (Cheshire)
Latchford – dzielnica miasta Warrington, w Anglii, w Cheshire, w dystrykcie (unitary authority) Warrington. Leży 1,4 km od centrum miasta Warrington, 29,7 km od miasta Chester i 267,8 km od Londynu. W 1891 roku civil parish liczyła 6225 mieszkańców.